# 米本早希
米本 早希（よねもと さき、1987年12月18日 - ）は、日本の女性声優。福島県出身。大沢事務所所属。

## 略歴
映像テクノアカデミア出身。かつてはオフィス薫、オフィスPACに所属していた。
2025年2月28日、同日付でオフィスPACを退所、大沢事務所に移籍することが、事務所のホームページにて発表された。

## 人物
趣味はスキューバダイビング（アドバンス）、植物観察、ビーチコーミング。特技はピアノ。

## 出演
太字はメインキャラクター。

### テレビアニメ
2015年
- しまじろうのわお!（雑草、紫陽花、薔薇、ドキドキもりのナゾの花）

2019年
- イナズマイレブン オリオンの刻印（ナース）
- ファンタシースターオンライン2 エピソード・オラクル（ - 2020年、オペレーター、アークス）

2021年
- すばらしきこのせかい The Animation（女性B）
- かぎなど（学園祭参加者 他）

2023年
- ニンジャラ（女性職員）

2024年
- 烏は主を選ばない（宗家の女房）

2025年
- ばいばい、アース（人形、サイレーン）

### 劇場アニメ
- きみと、波にのれたら（2019年、携帯のアナウンス）
- 泣きたい私は猫をかぶる（2020年、細見奈央）
- 機動戦士ガンダムNT （2018年、秘書）

### Webアニメ
- ブルボン プチポテト プロ野球コラボシリーズ・WEB限定ムービー（ナレーション[1]）
- DEVILMAN crybaby（2018年、学生3）
- 無限の住人-IMMORTAL-（茶屋の娘）

### ゲーム
- 東京ハーレム（2016年、白鳥涼）
- ニーア オートマタ（2017年）
- 侍魂オンライン-朧月伝-（2019年、真鏡名ミナ[12]）
- ドラゴンクエストXI 過ぎ去りし時を求めて S（2019年）
- ファイナルファンタジーVII リメイク（2020年）
- ウマ娘 プリティーダービー（2022年、ウマ娘A 他[13]）

### 吹き替え

#### 映画
2017年
- スリープ・ウィズ・ヴァンパイア

2018年
- ステップ・シスターズ（リビー）

2019年
- ある女流作家の罪と罰（レイチェル）
- アベンジャーズ/エイジ・オブ・ウルトロン（女子助手）
- オリエント急行殺人事件
- グレイテスト・ショーマン（ヘレン〈キャメロン・シーリー〉）
- ファンタスティック・ビーストと黒い魔法使いの誕生（受付女性）

2020年
- 家なき子 希望の歌声

2021年
- 愛すべき夫妻の秘密
- 唐人街探偵 東京MISSION（スノー〈チャン・ツィフォン〉）
- 初体験/リッジモント・ハイ ※VOD版

2022年
- サンダーバード55/GoGo（リンジー・リー（旧姓ホーラン））
- ドクター・ストレンジ/マルチバース・オブ・マッドネス（女性ファン）

2023年
- ほの蒼き瞳（リア・マルキス〈ルーシー・ボイントン〉）
- 非常宣言（チーヒジン〈キム・ソジン〉）
- ジョー・ベル 〜心の旅〜
- グレッグのダメ日記 どうかしてるよ!

2024年
- トランスフォーマー/ビースト覚醒
- サンクスギビング（エイミー）
- リディーミング・ラブ〜あがないの愛〜（ミリアム〈ダニア・デ・ヴィラーズ〉）
- ファンシー・ダンス（ロキ〈イザベル・デロイ・オルソン〉）
- チャレンジャーズ
- タイムカット（ルーシー〈マディソン・ベイリー〉）

#### ドラマ
2014年
- うわさのツインズ リブとマディ（スカイラー）

2015年
- ママ〜最後の贈りもの〜

2016年
- エージェント・カーター（モリー）
- ホワイトカラー
- プリーチャー

2017年
- リバーデイル（ヴァレリー・ブラウン〈ハーレイ・ロー〉、ジンジャー・ロペス〈ケイトリン・ミッチェル・マルコビッチ〉））
- NCIS: ニューオーリンズ シーズン2 #18（キャスリーン）
- シェイズ・オブ・ブルー ブルックリン警察 シーズン1（モーリー・チェン〈アニー・チャン〉）

2020年
- アウターバンクス（キアラ〈マディソン・ベイリー〉）
- サイコだけど大丈夫（ナム・ジュリ〈パク・ギュヨン〉）

2021年
- ゲームシェイカーズ
- ワンダヴィジョン
- ファルコン&ウィンター・ソルジャー
- リドリー・ジョーンズの冒険（リドリーのママ）
- フォーティチュード/極寒の殺人鬼（イングリッド・ウィトリー）
- ハンナ〜殺人兵器になった少女〜

2023年
- 最愛の敵〜王たる宿命〜（トングム〈ユン・ソア〉）
- ザ・マペッツ・メイヘム（ビーバーファン）
- 19/20〜恋はハタチになってから〜（ナレーション、教師）
- フランク、アイルランドのダメ男。 #5

2024年
- インド警察: テロとの闘い（シュルティ）
- ロード・オブ・ザ・リング:力の指輪 シーズン2（ミルダニア）

#### アニメ
- アニメ 世界偉人伝 ポカホンタス（ポカホンタス）
- カーズ・オン・ザ・ロード（マーガレット・モーターレイ）
- ライオン・ガード（ティーフ）
- ハービー・ストリート・キッズ
- モンスター・ホテル クルーズ船の恋は危険がいっぱい?!（スマホの声[24]）
- トゥカ&バーティー（バーティー[25]）
- バズ・ライトイヤー[26]
- バッドガイズ: めっちゃバッドなクリスマス!?（ティファニー[27]）